# Rajongemeinde Prienai
Die Rajongemeinde Prienai (lit. Prienų rajono savivaldybė) ist eine  Rajongemeinde im Zentrum Litauens an der Memel gelegen. Sie gehört zum Bezirk Kaunas. Wenige Kilometer entfernt befindet sich der Kurort Birštonas. Der Flussbogen der Memel, an dem beide Städte liegen, und die eingeschlossene Halbinsel wurden zum Regionalpark erklärt.

## Orte
Orte in der Rajongemeinde  (mit Einwohnerzahl):
Städte
- Prienai – 11.353
- Jieznas – 1476

Städtchen
- Balbieriškis – 1180
- Pakuonis – 680
- Veiveriai – 1100

401 Dörfer, darunter
- Stakliškės – 940
- Išlaužas – 840
- Skriaudžiai – 727
- Geruliai – 561
- Mauručiai – 394

## Amtsbezirke

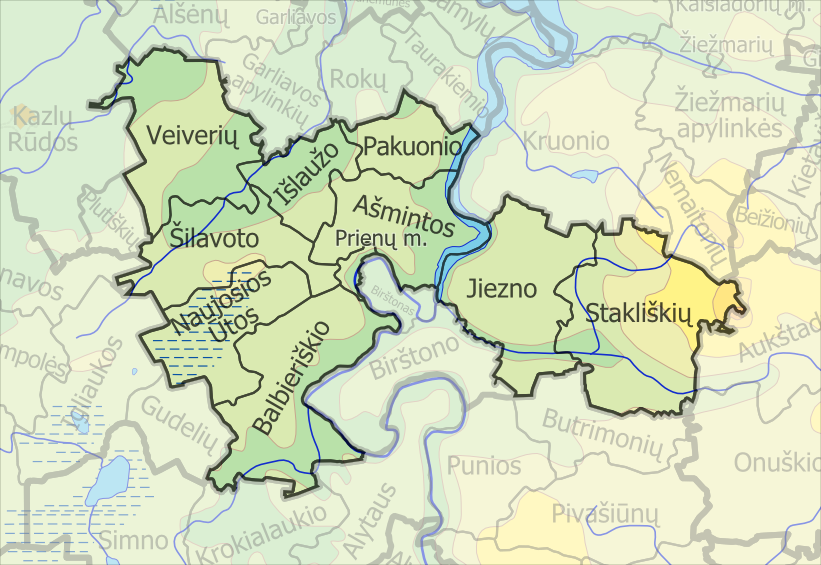
Amtsbezirke der Rajongemeinde Prienai

- Ašminta
- Balbieriškis
- Išlaužas
- Jieznas
- Naujoji Ūta
- Pakuonis
- Prienai Stadt
- Stakliškės
- Šilavotas
- Veiveriai

## Personen
- Jūratė Zailskienė (* 1965), Politikerin, Mitglied des Seimas, Vizebürgermeisterin von Prienai